# Florian Le Pallec
Florian Le Pallec, né le 31 mai 1999 à Lorient, est un athlète français, spécialiste des courses de cross-country, du 5 000 mètres et du 10 000 mètres, licencié à l'Athlé du Pays de l'Orient (Morbihan). Multiple médaillé des championnats de France d'athlétisme dans les catégories jeunes, il a remporté la médaille d'argent aux championnats d'Europe espoirs d'athlétisme 2021 à Tallinn (Estonie).

## Biographie
Titulaire d'un baccalauréat scientifique, il décroche en 2019 son diplôme universitaire de technologie (DUT) en techniques de commercialisation à l'institut universitaire et technologique (IUT) de Vannes puis un Bachelor of Business Administration (BBA) à l'Université baptiste de Californie en 2021. Il effectue actuellement un Master of Business Administration (MBA) à California Baptist University ou il est membre de l'équipe universitaire d'athlétisme et de cross-country des Lancers de California Baptist (en).

### Carrière sportive
Il débute l'athlétisme au club de l'Athlé du Pays de l'Orient lors de la saison 2016-2017. Il devient vice-champion de France junior de 5 000 m en 2018 à Bondoufle. Il récidive en 2019 aux championnats de France espoirs d'athlétisme à Châteauroux en s'offrant la médaille d'argent. En juillet 2021, il décroche sa première médaille internationale lors des championnats d'Europe espoirs d'athlétisme à Tallinn où il se classe deuxième sur le 10 000 m. En novembre 2021, il termine 3 ème des championnats de France espoirs de cross-country à Montauban. Cette médaille de bronze lui permettra de décrocher sa qualification aux championnats d'Europe de cross-country en décembre 2021 à Dublin où il terminera 19 ème en individuel dans la catégorie espoirs et troisième par équipe.

## Palmarès

### International
| Année | Compétition                            | Lieu    | Épreuve     | Résultat |
| ----- | -------------------------------------- | ------- | ----------- | -------- |
| 2021  | Championnats d'Europe Espoirs          | Tallinn | 10 000 m    | 2e       |
| 2021  | Championnats d'Europe Espoirs          | Tallinn | 5 000 m     | 5e       |
| 2021  | Championnats d'Europe de cross-country | Dublin  | Espoir      | 19e      |
| 2021  | Championnats d'Europe de cross-country | Dublin  | Par équipes | 3e       |

### National
| Année | Compétition                             | Lieu        | Épreuve | Résultat |
| ----- | --------------------------------------- | ----------- | ------- | -------- |
| 2018  | Championnats de France juniors          | Bondoufle   | 5 000 m | 2e       |
| 2019  | Championnats de France espoirs          | Châteauroux | 5 000 m | 2e       |
| 2021  | Championnats de France de cross-country | Montauban   | Espoir  | 2e       |

## Records
| Épreuve       | Temps          | Lieu      | Date            |
| ------------- | -------------- | --------- | --------------- |
| 1 500 m       | 3 min 44 s 50  | Fresno    | 1er avril 2022  |
| 3 000 m       | 8 min 03 s 18  | Riverside | 4 mars 2022     |
| 5 000 m       | 13 min 29 s 37 | Oordegem  | 27 mai 2023     |
| 10 000 m      | 29 min 00 s 81 | Stanford  | 31 mars 2023    |
| 10 km (route) | 28 min 23 s    | Valence   | 14 janvier 2024 |